# Beatriz Freitas
Beatriz Furtado Petri de Freitas (ur. 14 maja 2000) – brazylijska judoczka.
Startowała w Pucharze Świata w 2023 i 2025. Srebrna medalistka igrzysk Ameryki Południowej w 2022 i pierwsza w drużynie. Pierwsza z drużyną na mistrzostwach panamerykańskich w 2025. Trzecia na wojskowych MŚ w 2023. Druga na Uniwersjadzie w 2025 i trzeci w drużynie. Wicemistrzyni świata juniorek w 2022 roku.